# Giulio Sadoleto
Pour les articles homonymes, voir Sadoleto.
Giulio Sadoleto, nom francisé autrefois en Jules Sadolet, (né v. 1494 à Modène - mort en 1521) était le fils cadet du savant jurisconsulte Giovanni Sadoleto (1444-1512) et le frère du cardinal Jacopo Sadoleto (1477-1547).

## Biographie
Giulio Sadoleto cultiva les Lettres à l'exemple de son illustre frère et se rendit très habile dans les langues grecque et latine. Son frère, qui s'était empressé de l'appeler à Rome pour soigner son éducation, lui transmit en 1517, son canonicat de Saint-Laurent. Ses talents faisaient concevoir les plus grandes espérances quand il fut enlevé par une mort prématurée, en 1521, à l'âge de 27 ans.

## Sources
- « Giulio Sadoleto », dans Louis-Gabriel Michaud, Biographie universelle ancienne et moderne : histoire par ordre alphabétique de la vie publique et privée de tous les hommes avec la collaboration de plus de 300 savants et littérateurs français ou étrangers, 2e édition, 1843-1865 [détail de l’édition]